# FC Dieppe
Der Football Club Dieppois oder kurz FC Dieppe ist ein französischer Fußballverein aus der normannischen Hafenstadt Dieppe.
Die Vereinsfarben sind Blau und Weiß. Die auch als les Harengs („die Heringe“) bezeichneten Fußballer spielen seit 2006 im Stade des Vertus, das eine Kapazität von 2.600 Zuschauerplätzen aufweist; vorher hatten sie das 1927 eröffnete Stade Maurice Thoumyre genutzt, in dem 1956 anlässlich eines Pokalspiels gegen Red Star Olympique rund 7.000 Zuschauer für den bis ins 21. Jahrhundert gültigen Besucherrekord in Dieppe sorgten.

## Geschichte
Gegründet wurde der Verein Ende 1896 von Schülern und Studenten, seine offizielle Registrierung erfolgte 1897. Die Fußballer spielten anfangs auf Wiesen oder am Strand des Ärmelkanals, dann auf einer Rasenfläche mitten in der Stadt. Dafür erließ die Stadtverwaltung 1901 vorübergehend ein Spielverbot. Ab 1908 trat der FC Dieppe in der höchsten regionalen Spielklasse der USFSA an, und bereits 1909 schaffte er es, den FC Rouen hinter sich zu lassen; allerdings verlor er das anschließende Endspiel gegen die stärkste normannische Mannschaft der Vorkriegszeit, den Le Havre AC.
Während des Ersten Weltkriegs kam der Sportbetrieb – wie in weiten Teilen des nördlichen Frankreich – nahezu völlig zum Erliegen. Ab 1919 bis zur Besetzung des Landes im Zweiten Weltkrieg (1940) hatte der FC Dieppe seine erfolgreichsten Jahre. In den 21 Austragungen des französischen Pokalwettbewerbs fehlten die Harengs lediglich während vier Saisons (1926/27 und 1931–1934) in der jeweiligen landesweiten Pokalhauptrunde, obwohl sie 18 Jahre davon immer nur Amateurligisten waren. Sechs Mal erreichten sie darin das Sechzehntelfinale (1921, 1922, 1926, 1928, 1930 und 1938) und in der Saison 1923/24 nach einem Sieg über Olympique Lille sogar die Runde der besten 16 Mannschaften. Darin unterlagen sie dem späteren Gewinner des Wettbewerbs, Olympique Marseille, mit 1:4. Dieppes kurzer Ausflug in den Professionalismus Ende der 1930er Jahre (1936/37 Drittplatzierter in der dritten Liga, Zweitligist 1937/38 und 1938/39) endete mit seinem vorzeitigen Ausstieg aus finanziellen Gründen.
Nach dem Zweiten Weltkrieg begann die erste Mannschaft in der regionalen Division d’Honneur und pendelte bis Anfang der 1970er zwischen dieser und der landesweit höchsten Amateurliga; auch im Pokal schaffte sie es bis 1967 noch sieben Mal bis in die Hauptrunde, überstand darin aber nur 1948 und 1953 das Zweiunddreißigstelfinale. Erst 2001, 2013 und danach 2020 tauchte der Name des FC Dieppe wieder im Kreis der 64 besten Pokalteams des Landes auf. Im Meisterschaftsbetrieb ist sie mit Ausnahme dreier Drittliga-Spielzeiten (1979 bis 1982) über die vierthöchste Spielklasse nicht mehr hinausgekommen.

## Ligazugehörigkeit und Erfolge
Profistatus hat der FC Dieppe nur von 1936 bis 1939 besessen und der ersten Division (ab 2002 Ligue 1 genannt) dabei nie angehört. In der Saison 2019/20 tritt die Ligamannschaft im fünftklassigen National 3 an.
Titel hat der FC Dieppe nur im regionalen Amateurbereich gewonnen (siebenfacher Meister der Division d’Honneur der Haute-Normandie zwischen 1952 und 1996). (Stand: Januar 2020)

## Für den Verein wesentliche Spieler und Trainer
- Marcel Delarue, französischer B-Nationalspieler in den 1920ern und während der professionellen Jahre Vereinspräsident
- Robert Mercier, Trainer Ende der 1930er
- Julien Stopyra, Spielertrainer 1967–1969
- Sékou Touré, Spieler 1964/65